# Alexander Rich
Alexander Rich (* 15. November 1924 in Hartford, Connecticut; † 27. April 2015 in Boston, Massachusetts) war ein US-amerikanischer Chemiker, Molekularbiologe und Biophysiker.

## Werdegang
Alexander Rich war der Sohn osteuropäischer Immigranten. Er wuchs auf in Springfield (Massachusetts) und studierte Chemie und Medizin an der Harvard University (Bachelor in Biochemie, 1947), wo er 1949 auch seinen M. D. Abschluss an der Harvard Medical School machte. Als Post-Doktorand war er 1949 bis 1954 bei Linus Pauling am Caltech, wo er den Umgang mit der Röntgenkristallographie kennen lernte. Ab 1954 leitete er die Abteilung Physikalische Chemie bei den National Institutes of Health (NIH); ein Gastaufenthalt führte ihn 1955/56 ins Cavendish Laboratory in Cambridge, wo er gemeinsam mit Francis Crick die Struktur von zwei Proteinen – Polyglycin II und Kollagen – aufklärte.
Seit 1958 war er Professor für Biophysik am Massachusetts Institute of Technology, seit 1974 als William Thompson Sedgwick Professor of Biophysics.
Drei Jahre nach Entdeckung der DNA-Doppelhelix wies Rich – gemeinsam mit Kollegen – nach, dass auch die dreidimensionale Struktur der RNA als Doppelhelix vorliegen kann. Er führte als Erster RNA-DNA Hybridisierungen aus und entdeckte als Erster DNA in Organellen. Er bestimmte die dreidimensionale Struktur der t-RNA.
Rich ist der Entdecker der Polysomen (1963) und der Z-DNA (linkshändige Helix-Wicklung statt der üblicheren B-Form). 1979 stellte seine Gruppe am MIT (mit Andrew Wang) ein Z-DNA Kristall her, die erste DNA, die überhaupt in Form eines einzelnen Kristalls hergestellt wurde. 2005 stellte er mit seiner Gruppe eine Kristallform der Verbindung von B und Z DNA her (Nature, Band 437, 2005, S. 1183). Auch zur biologischen Bedeutung der Z-DNA konnte Rich beitragen. 2003 entdeckte er, dass ein Protein (E3L), das für die Pathogenität des Pockenvirus wichtig ist (es verhindert, dass sich vom Virus befallene Zellen selbst vernichten), so ähnlich wirkt wie ein Protein, das an Z-DNA anbindet. Rich arbeitete danach darauf aufbauend an einem Medikament, das gegen den Pockenvirus wirkt.
Rich zeichnete für über 600 Veröffentlichungen (2010).
1969 bis 1980 war er im Biologen-Team der Viking-Marssonde. 1974 erhielt er den Skylab Achievement Award der NASA.
1987 gründete er die Pharmafirma Alkermes und war auch an anderen Biotechnologie- und Pharmafirmen beteiligt. Er war im wissenschaftlichen Rat von US Genomics Inc.
Er war Ehrendoktor der FU Berlin, der ETH Zürich, des Weizmann Instituts und der Staatlichen Universität Rio de Janeiro. Er war Mitglied der National Academy of Sciences, der American Academy of Arts and Sciences (1960), der American Philosophical Society (1980), der American Chemical Society, auswärtiges Mitglied der französischen und russischen Akademien der Wissenschaften und Mitglied des Institute of Medicine. 1963 war er Guggenheim Fellow.
Er war auch zur Abrüstung aktiv und von 1977 bis 1982 im Rat der Pugwash-Konferenz. Rich starb am 27. April 2015 in Boston im Alter von 90 Jahren.

## Auszeichnungen
- 1976: Theodor von Karman Award
- 1977: Presidents Award der New York Academy of Sciences
- 1980: Jabotinsky Medal
- 1983: Rosenstiel Award
- 1995: National Medal of Science
- 1995: Linus Pauling Award
- 2000: Bower Award and Prize for Achievement in Science
- 2001: Lomonossow-Goldmedaille
- 2001: William Procter Prize for Scientific Achievement
- 2002: Passano Award
- 2008: Welch Award in Chemistry